# Transit (2010)
Transit (DVD-Titel: Transit – Am Ende der Straße) ist ein Spielfilm des deutschen Regisseurs Philipp Leinemann aus dem Jahr 2010. Der Film war zugleich der Abschlussfilm an der Hochschule für Fernsehen und Film München. Das Drama um einen LKW-Fahrer (gespielt von Clemens Schick) feierte seine Premiere auf dem Filmfest München 2010 und gewann dort den Produzentenpreis beim Förderpreis Deutscher Film. Der Film lief unter anderem auf den Biberacher Filmfestspielen sowie dem Internationalen Filmfestival Shanghai.
Transit wurde von Viafilm in Koproduktion mit Kaissar Film und der Hochschule für Fernsehen und Film München produziert.

## Handlung
LKW-Fahrer Martin steht kurz vor der Kündigung. Selbst außerhalb der gesetzlichen Lenkzeiten ist es ihm kaum noch möglich, seine Ladungen fristgerecht abzuliefern. Martin ist am Ende, doch er braucht diesen Job. Widerwillig lässt sich Spediteur Roland zu einer letzten Bewährungstour überreden. Bei einem Zwischenstopp wird Martin von der Prostituierten Ramona gebeten, sie ein Stück mitzunehmen.
Zu diesem Zeitpunkt weiß Martin noch nicht, dass Ramona vor ihrem Zuhälter flieht, der ihnen näher ist, als sie ahnen.

## Hintergrund
Philipp Leinemann arbeitete nebenberuflich mehrere Jahre als LKW-Fahrer. Auf der Filmhochschule sprach ihn seine Kommilitonin Arbia-Magdalena Said an, die einen Film im Arbeitermilieu drehen wollte. Die Erfahrung der Tristesse und der Realität des oft verklärten Traums des Abenteuers auf der Straße verarbeitet er in „Transit“ zu einem zeitgenössischen Arbeiterdrama. Zur weiteren Recherche führte er auf Autobahn-Raststätten viele Gespräche mit Fahrern. Das Lob über die realistische Darstellung aus Kreisen von Fahrern empfand Leinemann später als eine der wichtigsten Rückmeldungen. Leinemann wollte mit diesem Drama das Schicksal von LKW-Fahrern zeigen „in einer Zeit, in der es unmöglich geworden ist pünktlich zu sein. Sie befinden sich in einer Zwickmühle, entweder sie halten ihre Ruhezeiten ein und riskieren ihren Job, oder sie fahren weiter, um pünktlich anzukommen und verlieren eventuell ihren Führerschein.“
Obwohl der Film später vom Bayerischen Rundfunk gekauft wurde, drohte das Projekt zu Beginn zu scheitern, da es ohne Beteiligung eines Fernsehsenders produziert werden musste. Dennoch konnte der junge Filmemacher namhafte Schauspieler gewinnen. Clemens Schick spielt den LKW-Fahrer Martin, der seinem Leben zu entfliehen versucht und dabei auf Ramona, gespielt von Annika Blendl, trifft. In weiteren Rollen sind etablierte Schauspieler wie Andreas Hoppe als Spediteur Roland und Bernd Michael Lade als Zuhälter Schäfert zu sehen. Einen Gastauftritt hat Jürgen Vogel in der Rolle des LKW-Fahrers Ditsche.

## Kritiken
Die Kritiken zur Fernsehausstrahlung waren überwiegend positiv.
- Jan Wiele schrieb in der Frankfurter Allgemeinen Zeitung (FAZ), Transit sei ein ungewöhnlicher und intensiver Film. Gelobt wurde vor allem die Darstellung von Clemens Schick und Bernd Michael Lade.

- Kino.de schrieb: „Regisseur Philipp Leinemann war selbst eine Zeitlang Fernfahrer und zeigt dem Zuschauer mit seinem Film einen ebenso kenntnisreichen wie spannenden Einblick in diese, den meisten Zuschauern wohl fremde Welt. Dabei vermeidet er sowohl Verharmlosung als auch Bloßstellung. Der Film erhielt 2010 auf dem Filmfest München den Förderpreis Deutscher Film, wozu nicht zuletzt das toll aufspielende Ensemble […] beigetragen hat.“[3]